# Famille Prou-Gaillard
Pour les articles homonymes, voir Prou et Gaillard.
La famille Prou-Gaillard est une famille française, originaire du Béarn, les Prou-Gaillard constituent l'une des anciennes familles marseillaises.

## Origines du nom
Il n'existe aucun document l'attestant, mais une tradition orale, transmise dans la famille, dit qu'à l'époque de Louis XIII et du Cardinal de Richelieu vivait à Guiche, petit village du Béarn, un docteur Gaillard, jouissant d'une grande réputation d'honneur et de savoir, spécialisé en outre dans le traitement d'une certaine maladie. Une des sœurs de Richelieu, qui était en cure non loin de Bayonne, probablement aux bains de Bagnères-de-Bigorre, fut atteinte de cette maladie. Le Cardinal fit appel au docteur Gaillard, qui guérit sa sœur. 
Richelieu possédait en Béarn un domaine contigu à celui des Gaillard ; c'était la terre du « château des Preux », mot qui se prononçait prou dans le patois béarnais. Il en fit don, en reconnaissance, aux Gaillard, et Louis XIII donna la permission d'ajouter au nom de Gaillard celui de Prou.

## Historique
La famille Prou-Gaillard constitue une des anciennes familles marseillaises, au sens du recueil d'Octave Teissier, publié en 1888,. Elle y est installée depuis 1786, après être arrivée en Provence en 1744[réf. nécessaire].

## Liens de filiation entre les personnalités de la famille
- Jean Baptiste Cazimir Prou-Gaillard (1727-1798), premier Directeur de l'Hôtel des Monnaies de Marseille pendant la Révolution Française[3]. Il épouse Reine Angélique Boniface.
  - Jean Baptiste Cyprien Prou-Gaillard (1764-1835), 2e directeur de l'Hôtel des Monnaies de Marseille, puis maire de la commune d'Argenvières (Cher). Il épouse Marie Madeleine Victoire Bernard.
    - Jean Casimir Cyprien Prou-Gaillard (1783-1861), secrétaire de Louis V Joseph de Bourbon-Prince de Condé à Chantilly, puis directeur de la prison Sainte Pélagie, à Paris. Il épouse Appoline Marie Françoise Chacheré, pastelliste et miniaturiste, dite Lucy de Beaurepaire[4].
      - Auguste Prou-Gaillard (1826-1915), conseiller municipal de Marseille, commandeur de l'ordre de Saint-Grégoire-le-Grand, directeur de l'Académie de Marseille.

## Armoiries et devise

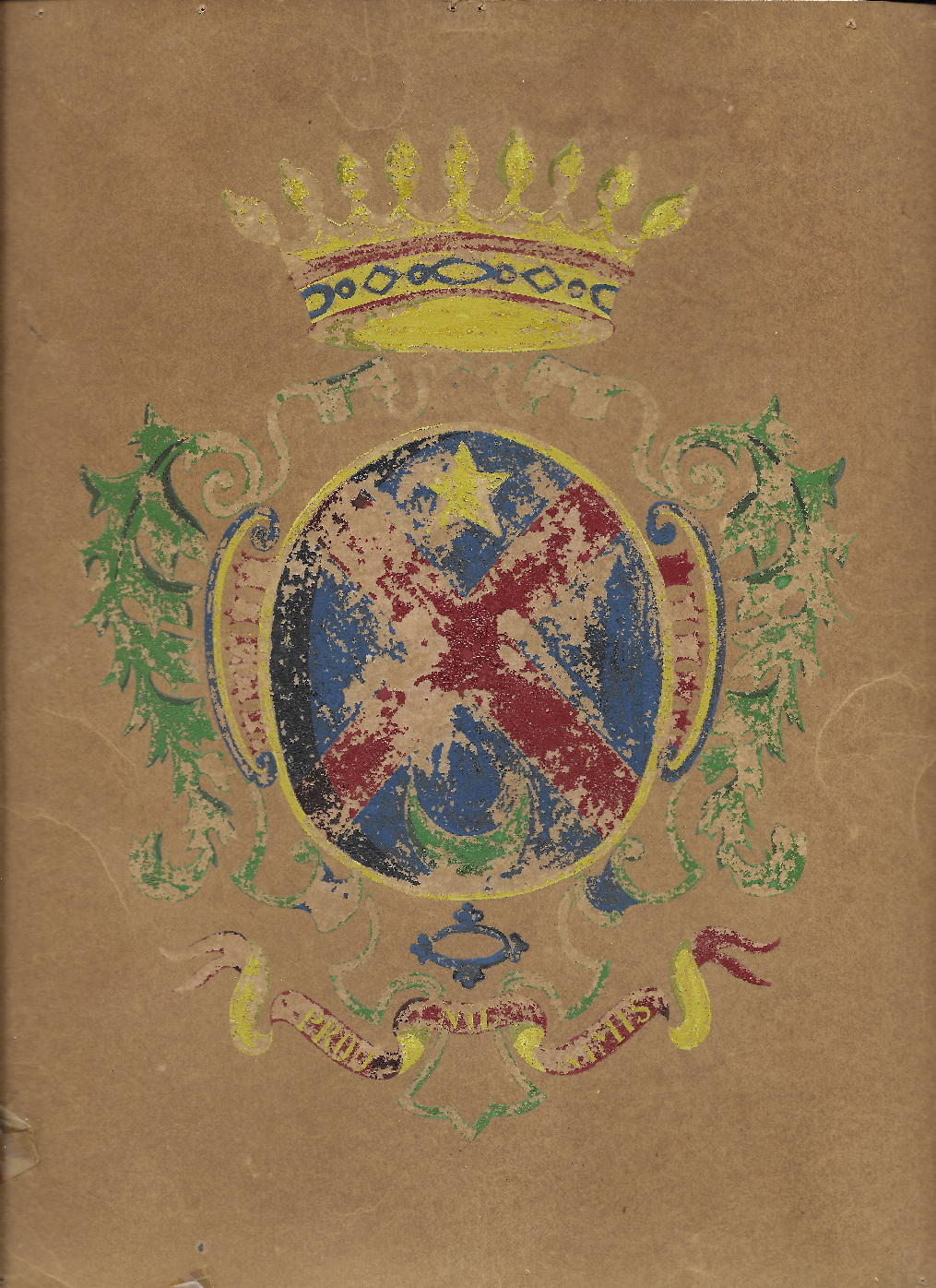
Armoiries de la famille Prou-Gaillard. Sa devise, "Prou Nil Nimis", peut être traduite par "Rien de trop".

## Pour approfondir